# Wildhaus-Alt Sankt Johann
Wildhaus-Alt Sankt Johann  est une commune suisse du canton de Saint-Gall, située dans la circonscription électorale de Toggenburg.
La commune est née de la fusion des communes de Wildhaus et de Alt Sankt Johann. Cette fusion est effective depuis le 1er janvier 2010.
La station de ski de Toggenburg (de) se situe sur le territoire de la commune, centrée sur la localité d'Unterwasser.

Vue aérienne (1954).